# Большой вальс (фильм, 1938)
«Большой вальс» — американский музыкальный кинофильм 1938 года, поставленный режиссёром Жюльеном Дювивье. В постановке приняли участие режиссёры Виктор Флеминг и Йозеф фон Штернберг, хотя их имена и не указаны в титрах. Признание этого фильма  позволило Дювивье продолжить работу в США, где он провёл годы Второй мировой войны.
Фильм биографический и посвящён жизни и творчеству австрийского композитора и дирижёра Иоганна Штрауса, знаменитого «Короля вальсов». В «Большом вальсе» много танцев и музыки Штрауса в обработке Дмитрия Тёмкина. Главную музыкальную роль сыграла и спела Милица Корьюс, также эмигрировавшая из СССР.
Фильм получил три номинации на премию «Оскар» 1939 года, победив в одной — за лучшую операторскую работу. Фильм можно смотреть детям любого возраста.

## Сюжет
Музыкально-биографический фильм об Иоганне Штраусе (Фернан Граве) знакомит не только с бессмертными вальсами великого композитора, но и с историей его любви. Уже будучи женатым, Штраус влюбляется в оперную певицу Императорского театра Карлу Доннер (Милица Корьюс), капризную, избалованную и взбалмошную красотку, имевшую огромное число знатных поклонников. Жена Штрауса Польди (Луиза Райнер) решила бороться за своё счастье, но потом уступила: если Шани будет лучше с Карлой, — она не станет на пути его счастья. Штраус хотел уехать с Карлой в Будапешт, но певица поняла, что она не сможет заменить композитору его супругу, не готова на самопожертвование, не способна так беречь его, как это делает Польди, и не имеет права губить их любовь. Вальсы «Голубой Дунай» и «Сказки Венского леса» отразили этот период жизни Штрауса.

## В ролях
| Актёр          | Роль                            |
| -------------- | ------------------------------- |
| Фернан Гравей  | Иоганн Штраус                   |
| Милица Корьюс  | Карла Доннер                    |
| Луиза Райнер   | Польди Фогельхубер жена Штрауса |
| Хью Герберт    | Хофбауэр                        |
| Лайонел Этуилл | граф Хоэнфрид                   |
| Курт Буа       | Кинцль                          |
| Ал Шон         | виолончелист                    |
| Минна Гомбелл  | миссис Хофбауэр                 |
| Альма Крюгер   | госпожа Штраус                  |
| Грета Майер    | госпожа Фогельхубер             |
| Берт Роахас    | Фогельхубер                     |
| Генри Халл     | император Франц Иосиф I         |
| Зиг Руман      | Вертхаймер                      |
| Джордж Хьюстон | Шиллер                          |
| Герман Бинг    | Доммайера                       |
| Кристан Руб    | кучер                           |

## В СССР
«Большой вальс» часто демонстрировался в Советском Союзе, особенно в предвоенные и первые послевоенные годы.
Первый раз был выпущен в советский кинопрокат в 1940 году, когда собрал аудиторию 25,7 млн человек. Спустя ровно 20 лет вышел повторно и привлёк почти то же количество зрителей — 25,3 млн Таким образом, за два выпуска посещаемость фильма составила 51 млн человек.
«Большой вальс» был одним из самых любимых зарубежных фильмов Иосифа Сталина, который смотрел его не один десяток раз. Парад побеждённых немцев в Москве 17 июля 1944 получил название, созвучное одному из любимых фильмов вождя — Операция «Большой Вальс».
Виктор Астафьев вспоминал: «В моей жизни фильм „Большой вальс“ — особая статья. Когда меня спрашивают, был ли я когда-нибудь счастлив, твердо отвечаю: „Да! Был!“ — и рассказываю про тот день, точнее, про зимнюю заполярную ночь, когда брёл, гонимый пургой, и прибрёл к кинотеатру, как увидел рекламу фильма, как дрогнуло во мне что-то, как я решил найти рубль и нашёл его, как смотрел „Большой вальс“ и почти весь фильм уливался слезами от умиления и ещё от чего-то, мной тогда, да и по сию пору до конца не отгаданного. Фильм этот был ещё и тем хорош, что познакомил нас, уставших от маршей и барабанного боя, с нежной музыкой, и она стала часто звучать по радио и в залах».

## Критика
Историк кино Жорж Садуль относил «Большой вальс» — «богато поставленный в Голливуде фильм-дивертисмент», наряду с фильмами «Герой дня» (L'Homme du jour, 1936) и «Призрачная повозка» (La Charrette fantôme, 1939) к картинам, которые «не знаменовали собой ничего значительного в творчестве Дювивье». Французский киновед Пьер Лепроон писал, что фильм «можно считать довольно большой удачей» Дювивье, который в нём «старался монтировать изображение, исходя из музыкального ритма экранизируемого произведения». Французский критик в этом отношении особенно выделяет эпизод выступления симфонического оркестра в Вене, который был смонтирован в соответствии с ритмом исполняемого вальса. Также по его словам «Неизгладимое впечатление оставляет прелестный эпизод „Сказка венского леса“».
Зигфрид Кракауэр относил «Большой вальс» к фильмам, которые в попытке лишить музыку её самодовлеющего значения «подробно останавливаются на творческих процессах, предваряющих её рождение». По его мнению, в таких фильмах «законченное музыкальное произведение как бы проделывает обратный путь, возвращаясь к обстоятельствам жизни автора, которые способствовали созданию музыки», имея в виду сцену зарождения и создания вальса «Сказки венского леса», который возникает из впечатлений, нахлынувших на композитора во время прогулки в экипаже в лесу давшем название вальсу Штрауса: «Он слышит, как насвистывает кучер, щебечут птицы, и вот — вальс обретает форму». Данный подход фильма с позиции профессионального музыканта критиковал в своей статье «Музыканты в представлении деятелей кинематографии» Артюр Онеггер, относя его к одному из «прискорбных и распространённых среди кинорежиссёров заблуждений» и имея в виду быстроту, с которой якобы рождаются музыкальные шедевры на экране:
Фернан Гравей — Иоганн Штраус — совершает в коляске прогулку по лесу. Слышит: ре, ре, фа, ля, ля — доносящийся издалека наигрыш почтового рожка — и откликающихся на эту мелодию птиц. Дрозды, зяблики и вся прочая соловьиная братия октавой выше поют: ля, ля, фа, фа. Штраус одной рукой небрежно записывает эти звуки, другой обнимает свою спутницу за талию. И... двумя часами позже, во время обеда, оркестр, составленный из дам, уже играет плод этой прогулки — „Прекрасный голубой Дунай“. Вот это да!..
Таким образом, в этом и подобных фильмах, по мнению Онеггера, процесс создания музыкальных произведений показан превратно — «даже вальс не сочиняют так легко и просто». По его словам, «помимо гения и вдохновения, создание партитуры требует длительного и упорного труда». С этой позицией не согласна польский музыковед Зофья Лисса, по мнению которой, в этом фильме музыка Штрауса применяется «чрезвычайно изобретательно и разнообразно»: «То, как здесь показаны рождение вальса „Сказки Венского леса“, победа музыки над равнодушием и рутиной, восторженная любовь героев фильма к музыке — всё это высоко поднимает произведение над уровнем фильмов лёгкого жанра».

## Комментарии
1. ↑  В советском прокате фильм демонстрировался с 23 июня 1940 года, р/у № 946/40. Субтитры – Главкинопрокат, 1940 г.
2. ↑  В советском прокате фильм вышел в повторный прокат с 25 июля 1960 года, р/у № 1177/60. Дубляж – к/ст им. М. Горького, 1960 г.